# 五戸街道

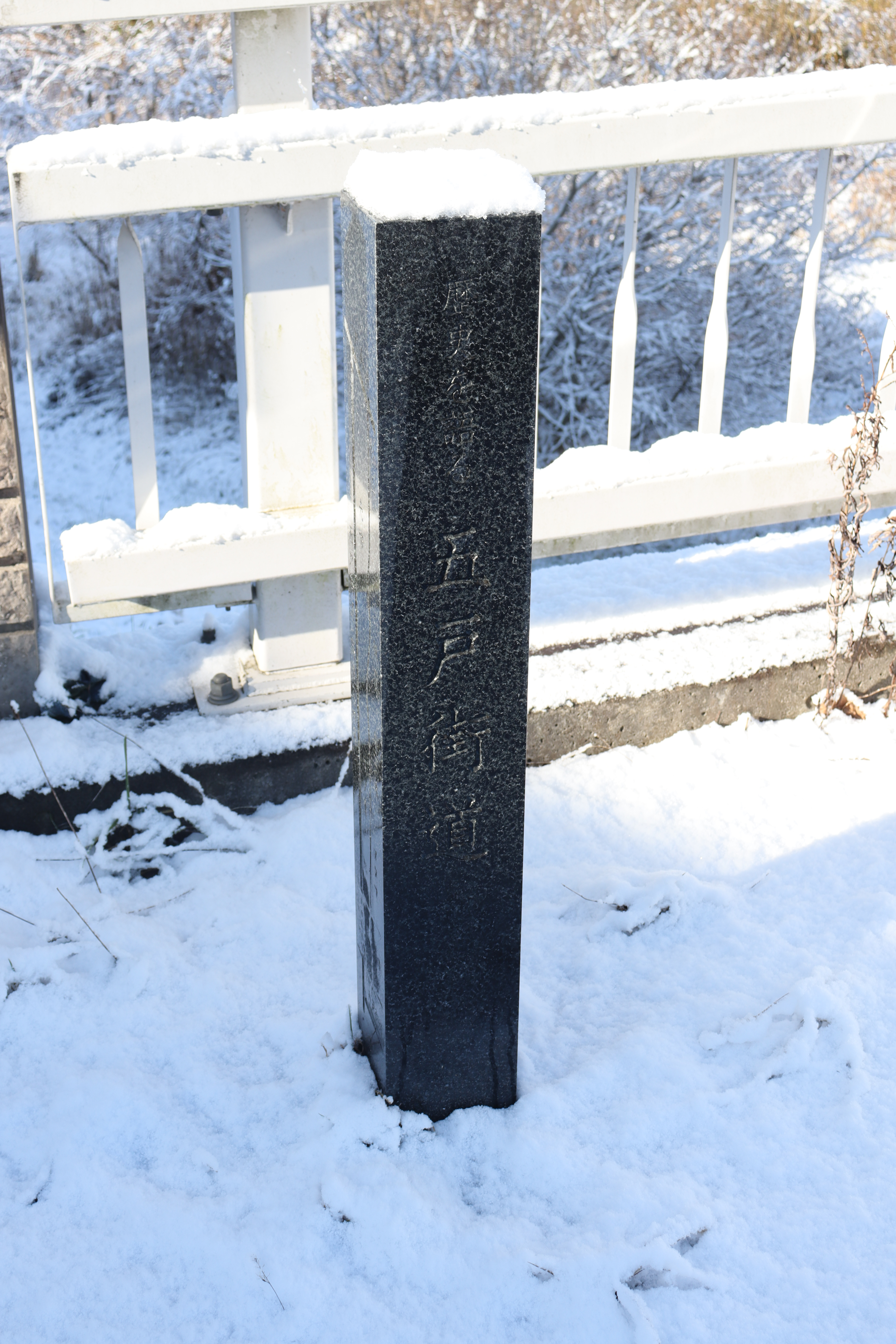
五戸街道の標柱

五戸街道（ごのへかいどう）とは、青森県八戸市から青森県三戸郡五戸町を結ぶ街道。

## 概要
藩政時代、八戸城下から奥州街道五戸宿（盛岡藩領）へ至る南部藩の脇街道。

## 参考資料
- 青森県史編さん近世部会『青森県史 資料編 近世篇 5 南部２ 八戸藩』青森県、2011年3月31日。
- 木村　礎、藤野　保、村上　直『藩史大辞典　第1巻　北海道・東北編』雄山閣、2002年4月15日。ISBN 4-639-10033-7。